# Rosa Montero
Rosa Montero Gayo (Madrid, 3 de enero de 1951) es una escritora y periodista española. Ha publicado exitosas novelas y es una de las principales columnistas del diario español El País.

## Biografía
Nació en el seno de una familia pobre. Hija de un banderillero y de una ama de casa. Ingresó en la Universidad Complutense de Madrid (en esa época Universidad de Madrid) en 1969. Inició sus estudios universitarios en la Facultad de Filosofía y Letras con la intención de estudiar psicología y posteriormente periodismo. En 1970, con 19 años, comenzó a trabajar como periodista en diversos medios informativos, entre ellos, Pueblo, Fotogramas y Posible. Finalmente dejó los estudios de psicología, después de cuatro años, y se tituló en la Escuela Superior de Periodismo de Madrid. En la misma época universitaria colaboró con grupos de teatro independiente, como Canon o Tábano.
En 1988 se casó con el periodista Pablo Lizcano, quien falleció en 2009 tras una larga enfermedad.

### Periodista
Desde 1976 y poco después de la fundación del periódico El País, comenzó en el trabajo editorial como la autora de numerosas columnas con un estilo único. Entre 1980 y 1981, fue redactora jefe del suplemento dominical.
Se especializó en el género de la entrevista, que ejerció en particular en el suplemento dominical del diario El País, consiguiendo algunos éxitos muy renombrados, como su entrevista a Yaser Arafat. Aportó al género una forma literaria, más variada y menos estereotipada que la de meras preguntas y respuestas. A lo largo de su carrera realizó más de 2000 entrevistas (al Ayatolá Jomeini, Yaser Arafat, Olof Palme, Indira Gandhi, Richard Nixon, Julio Cortázar o Malala, entre muchos otros) y su técnica como entrevistadora es estudiada en las universidades de periodismo tanto en España como en Latinoamérica." Escribe especialmente artículos de opinión en periódicos nacionales.
En su gira por China entre el 7 y el 15 de marzo de 2018, visitó y fue ponente en la Universidad de Estudios Extranjeros de Pekín, el Colegio Cervantes de Pekín, asistió a la ceremonia de inauguración del Festival Literario Internacional de Macao, donde dio una conferencia; estuvo en Shanghái donde visitó el Instituto Cervantes y llevó a cabo un seminario en la Universidad de Fudan, entre otros actos.
En la biografía de su sitio web oficial, se señala que "sus textos periodísticos aparecen de forma habitual en diversos periódicos latinoamericanos. Ha escrito con regularidad para diarios como Clarín (Argentina) o El Mercurio (Chile), y ha colaborado en medios como Stern (Alemania), Libération (Francia), La Montagne (Francia) o The Guardian (Reino Unido). 

### Escritora
En 1979 publicó su libro debut, Crónica del desamor, que causó mucho revuelo en el mundo literario español en el momento.[cita requerida] El trasfondo de esta novela es el pináculo del movimiento de liberación de las mujeres. Cuenta la experiencia de amor y matrimonio de la heroína con un grupo de novias desde la perspectiva de la tercera persona. A través de la descripción y representación de la autoconciencia femenina, muestra la experiencia de las mujeres españolas en la transición sociopolítica. 
En los años posteriores, publicó una docena de novelas, además de relatos y obras dirigidas a la infancia.
En 1995, publicó Historias de mujeres y en 2005 su traducción al chino fue publicada por Nanhai Publishing Company (en China). Este libro contiene dieciséis biografías legendarias de mujeres destacadas en Occidente en estilo documental, incluidas la escritora francesa Simone de Beauvoir, George Sand y la escultora francesa Camille Claudel, entre otras.
En 1997 con la novela La hija del caníbal ganó el Premio Primavera de Novela. La novela fue llevada al cine con el mismo título La hija del caníbal, por el mexicano Antonio Serrano.
Rosa Montero fue premiada en numerosas ocasiones, tanto por su labor periodística, como por sus obras literarias, en su país, España y fuera de él. Sus obras han sido traducidas a una veintena de idiomas.
En 2022 publicó El peligro de estar cuerda, un artefacto literario como ella en diversas entrevistas ha anunciado, conjugando la no ficción con la ficción en un ensayo que toma forma de narrativa. Una obra literaria que versa sobre creación y locura, donde la autora se pone como protagonista a la vez que conecta sus ideas con otros autores. El libro comienza diciendo: «Siempre he sabido que algo no funcionaba bien dentro de mi cabeza». A partir de aquí, la autora despliega su pensamiento escudriñando poco a poco como la creación puede ser entendida como una cura para el artista. Así: «una de las maneras con la que el artista se cose al mundo es a través de la creación, es decir, de su obra». Pero, como bien señala Montero, lo importante no es solo crear, sino además publicar y ser leída.

## Obras

### Novelas
- Crónica del desamor (Debate, 1979)
- La función Delta (Debate, 1981)
- Te trataré como a una reina (Seix Barral, 1983)
- Amado amo (Debate, 1988)
- Temblor (Seix Barral, 1990)
- Bella y oscura (Seix Barral, 1993)
- La hija del caníbal (Espasa, 1997)
- El corazón del tártaro (Espasa, 2001)
- La loca de la casa (Alfaguara, 2003)
- Historia del Rey Transparente (Alfaguara, 2005)
- Instrucciones para salvar el mundo (Alfaguara, 2008)
- Lágrimas en la lluvia (Seix Barral, 2011) (Bruna Husky 1)
- La ridícula idea de no volver a verte (Seix Barral, 2013)
- El peso del corazón (Seix Barral, 2015) (Bruna Husky 2)
- La carne (Alfaguara, 2016)
- Los tiempos del odio (Seix Barral, 2018) (Bruna Husky 3)
- La buena suerte (Alfaguara, 2020)
- El peligro de estar cuerda (Seix Barral, 2022)
- La desconocida (Alfaguara, 2023), con Olivier Truc
- Animales difíciles (Seix Barral, 2025) (Bruna Husky 4)

### Literatura infantil y juvenil
- El nido de los sueños (Siruela, 1991)
- Las barbaridades de Bárbara (Alfaguara Infantil, 1996)
- El viaje fantástico de Bárbara (Alfaguara Infantil, 1997)
- Bárbara contra el doctor Colmillos (Alfaguara Infantil, 1998)

### Relatos
- Amantes y enemigos. Cuentos de parejas (Alfaguara, 1998)

#### En obras colectivas
- Doce relatos de mujer (con once autores) (Alianza, 1982)
- El puñal en la garganta (en el volumen colectivo Relatos urbanos, Alfaguara, 1994)
- Cuentos del mar (con ocho autores) (Ediciones B, 2001)
- Mañana todavía. Doce distopías para el siglo XXI. Editor: Ricard Ruiz Garzón. Autores: Juan Miguel Aguilera, Elia Barceló, Emilio Bueso, Laura Gallego, Rodolfo Martínez, José María Merino, Rosa Montero, Juan Jacinto Muñoz Rengel, Javier Negrete, Félix J. Palma, Marc Pastor y Susana Vallejo. Fantascy: 2014.
- Participó en Nocturnario (2016), un libro colectivo con collages de Ángel Olgoso en el que 101 escritores hispanoamericanos aportaron un texto para acompañar cada una de las imágenes.[20]
- Poshumanas: antología de escritoras españolas de ciencia ficción. Editoras: Lola Robles y Teresa López-Pellisa. Autoras: Rosa Montero, Nieves Delgado, Laura Fernández, María Zaragoza, Alicia Araujo, Carme Torras, María Laffitte, Lola Robles, Roser Cardús, María Angulo, Emilia Pardo Bazán y Felicidad Martínez. (Libros de la Ballena, 2018)

### Audiolibro
- Animal oscuro: Bruna Husky (Leamos, 2024), en voz de la autora.[21]

### No ficción
- Periodismo y literatura (Guadarrama, 1973)
- España para ti para siempre (AQ Ediciones, 1976)
- Cinco años de país (Debate, 1982)
- La vida desnuda (Aguilar, 1994)
- Historias de mujeres (Alfaguara, 1995)
- Entrevistas (Aguilar, 1996)
- Pasiones (Aguilar, 1999)
- Estampas bostonianas y otros viajes (Península, 2002)
- Lo mejor de Rosa Montero (Espejo de tinta, 2005)
- El amor de mi vida (Alfaguara, 2011). Artículos publicados entre 1998 y 2010 en El País.
- Maneras de vivir (La Pereza Ediciones, 2014)
- Nosotras: Historias de mujeres y algo más (ilustraciones de María Herreros), (Alfaguara, 2018). Edición ampliada de Historias de mujeres.
- El arte de la entrevista. 40 años de preguntas y respuestas (Debate, 2019).
- Cuentos verdaderos (Alfaguara, 2024). Crónicas y reportajes publicados entre 1978 y 1988 en El País.

### Curso de escritura
- Escribe con Rosa Montero (ilustrado por Paula Bonet) (Alfaguara, 2017).

### Teatro, cine, televisión, ópera, arte
- Cuando yo era niña solía gritar y chillar (1988). Obra de Sharon MC Donald, adaptación y traducción de Rosa Montero. Estrenada en Madrid en 1988.
- Sólo los peces muertos siguen el curso del río (1999) Montaje realizado por Fundiciones Teatrales C2 en el teatro Alfil de Madrid, 1999.[22] Incluye el relato Mi hombre, de Rosa Montero.
- Historias de Mujeres (2001 y 2002). Versión teatral del libro del mismo nombre de Rosa Montero, realizada por la compañía sevillana Decocoyhuevo, representada en 2001 y 2002.[23]
- Los relatos La gloria de los feos, El Monstruo del Lago, Mi hombre y Amor ciego se representaron en París por La Voix Contemporaine (Théâtre des Trois Bonnes) (2001), y en Burdeos (Théâtre La Boite à Jouer) (2003).
- El amor es una mentira pero funciona (2003), de la compañía Teatro Imaginario, representó en diversas salas y ciudades el relato de Rosa Montero Parece tan dulce, como parte del espectáculo.
- Algunos relatos de Amantes y enemigos se representan por la compañía Plan B en Uruguay (2003).
- ¡Ubíquese! (2005), del grupo Producciones Ditirambo Azul, adaptación teatral de la novela La Hija del Caníbal, de Rosa Montero, con Tatiana Sobrado como protagonista, Costa Rica.[24]
- La loca de la casa (2008), adaptación teatral por el grupo Taller de costura, sobre el libro del mismo título, Ellen Milet, Brasil.
- Historia del Rey Transparente (2012), adaptación teatral de la novela del mismo nombre de Rosa Montero, a cargo de Teatro La Percha, coproducción de Lucrecia Zamboni, también actriz, y dirección Hilda Bryndum, Buenos Aires, Argentina.[25]
- Bruna Husky (2019). Monólogo dirigido por Vanessa Montfort e interpretado por Salomé Jiménez. Microteatro de Madrid.
- La ridícula idea de no volver a verte (2019). Versión teatral de la compañía Arán Dramática sobre el libro del mismo nombre de Rosa Montero.[26]
- El caballero incierto (2020). Monólogo escrito por Laila Ripoll para la representación teatral basada en un personaje del libro La carne, de Rosa Montero.[27]
- La ridícula idea de no volver a verte (2023), de la compañía Teatro Imaginario, representación adaptada de la obra del mismo nombre de Rosa Montero.[28]
- El monstruo del lago (1998). Uno de los relatos de Amantes y enemigos, de Rosa Montero, del que la directora Marcela Parada (Escuela de Diseño de la Universidad Católica de Chile) elaboró cinco cortometrajes diferentes.
- O décimo punhal (2001). Cortometraje de Vitor Moreira sobre el cuento El puñal en la garganta (2001), de Rosa Montero. Premio del Público en el Festival de Larissa (Grecia) y vencedor en la competición oficial de ficción en el International Panorama Film Festival de Tesalónica, Grecia.[29]
- Retrato de familia (2016). Cortometraje de Jareb Jacobsen basado en el cuento del mismo título de Rosa Montero (2014).[30] Premio al mejor cortometraje binacional en los San Diego Films Awards (EEUU).
- La hija del caníbal (2003). Película de Antonio Serrano, adaptación de la novela del mismo título de Rosa Montero.
- La buena suerte (2025). Película de Gracia Querejeta, basada en la novela homónima de Rosa Montero. Compite por la Biznaga de Oro en el Festival de Cine de Málaga[31] (15 de marzo, 2025).
- Media Naranja (1985). Serie de televisión, dirigida por Jesús Yagüe. Emitida en TVE, en 1985, y después en varias televisiones latinoamericanas. Premio Martín Fierro a la mejor producción extranjera en Argentina, 1987. 13 guiones escritos por Rosa Montero.
- Dictadoras (2015). Serie documental argentina en la que Rosa Montero fue coguionista, presentadora y entrevistadora.
- El cristal de aguafría (1994), libreto para la ópera basado en la novela Temblor, música de Marisa Manchado, estrenada en el Centro de Nuevas Artes Escénicas, Madrid.[32]
- Cambio madre por moto (2014-2023). Ópera de cámara orientada al Programa Joven, dirigida por Gerard Mortier, director artístico del Teatro Real de Madrid, con libreto a cargo de Rosa Montero y composición musical de Frank Nuyts, por encargo de Gerard Mortier en 2014. La muerte del Gerard Mortier en el momento de la entrega y dificultades posteriores para su representación motivaron el retraso del estreno, que llegó nueve años después, el lunes 25 de septiembre de 2023 en la ciudad belga de Gante, inaugurando el Festival de Música de Gante, en Muziekcentrum De Bijloke. En palabras de la autora del libreto, la ópera es “una comedia agridulce”, ya que se trata de presentar el divorcio de un matrimonio desde la perspectiva de sus hijos adolescentes.[33]
- También se han realizado exposiciones de arte virtual sobre sus obras como la instalación en el ciberespacio de Lacrime nella Pioggia, de la artista Noke Yuiza, basada en la novela Lágrimas en la lluvia, en la Muestra Inmersive Worl(d)s organizada por la Academia de Arte de Brera, Milán, Italia, 2012.[34]

### Como editora
- Hombres (y algunas mujeres) (Zenda, 2019). Editora y prologuista.

## Premios y distinciones
- Premio Mundo de Entrevistas 1978
- Premio Nacional de Periodismo 1981 (categoría de reportajes y artículos literarios)
- Premio Primavera 1997 por La hija del caníbal
- Premio del Círculo de Críticos de Chile 1998 a la mejor novela por La hija del caníbal
- Premio del Círculo de Críticos de Chile 1999 por Amantes y enemigos
- Premio Qué Leer 2003 a la mejor novela española por La loca de la casa
- Premio Rodríguez Santamaría 2004
- Premio Grinzane Cavour 2005 al mejor libro extranjero publicado en Italia por La loca de la casa[35]
- Premio de la Asociación de la Prensa de Madrid 2005 a toda su trayectoria
- Premio Qué Leer 2005 a la mejor novela española por Historia del Rey Transparente
- Premio Roman Primeur 2006 por La loca de la casa
- Premio Mandarache 2007 por Historia del Rey Transparente
- Doctor honoris causa por la Universidad de Puerto Rico, Recinto de Arecibo (19 de noviembre de 2010)
- Premio de los Lectores del Festival de Literaturas Europeas de Cognac 2011 por Instrucciones para salvar el mundo
- Premio Internacional Columnistas del Mundo 2014
- Premio de la Crítica de Madrid 2014 por La ridícula idea de no volver a verte
- Premio José Luis Sampedro 2016 por el conjunto de su obra
- Premio a la Trayectoria Profesional del Club Internacional de Prensa 2017
- Premio Internacional de Periodismo Manuel Alcántara de la Universidad de Málaga 2017
- Premio Nacional de las Letras Españolas 2017[36]
- En Parla hay un Colegio de Educación Infantil y Primaria (CEIP), inaugurado en 2012, que lleva su nombre.
- Premio Internacional de Periodismo Ciudad de Cáceres 2019, otorgado por la Fundación Mercedes Calles y Carlos Ballestero, por el artículo Una ballena varada en una playa publicado en El País Semanal el 9 de diciembre de 2018, que trata sobre el tren a Cáceres.
- Premi Llig Picanya 2019 a toda su trayectoria
- Premio Ciudad de Alcalá de las Artes y las Letras 2019
- Premio Leyenda 2019, otorgado por la Asociación de Librerías de Madrid
- Premio Viajera en el Tiempo 2020
- Premio a la solidaridad "Juan Antonio González Caraballo" 2020
- Premio CEDRO 2020 por su compromiso permanente con la defensa de la cultura y la propiedad intelectual.[37][5]
- Premio Violeta Negra del Festival Toulouse Polars du Sud 2020 por Los tiempos del odio
- Miembro de Honor por la Universidad de Málaga
- Premio Iberoamericano ASICOM-Universidad de Oviedo 2022
- Premio Festival Eñe 2022.
- En 2022 fue reconocida con la Medalla de Oro al Mérito en las Bellas Artes, concedida por el Consejo de Ministros a propuesta del ministro de Cultura y Deporte de España.[38][39]
- En 2023 fue galardonada con el Premio El Ojo Crítico 2022 de RNE, en la categoría Premio Especial por su trayectoria.[40]
- Premio FILEM 2023 (Feria Internacional del Libro del Estado de México. Toluca).[41]
- FeNaL 2024, reconocimiento "Compromiso con Las Letras".[42]
- Premio Ontinyent Negre 2024.[43]
- En 2024 es nombrada Officière des Arts et des Lettres por el Ministerio de Cultura de la República Francesa.
- Premio 2024 Maga de Magas a la Trayectoria Profesional, concedido por el diario El Español.[44]

## Polémica
En junio de 2017, en la sección Maneras de vivir del suplemento dominical del periódico El País, Rosa Montero publicó un artículo de opinión en el que cargó contra las empresas multinacionales farmacéuticas y de alimentación y promovió el uso de la homeopatía. El artículo causó cierta polémica, porque sugiere que las semillas transgénicas son la causa de algunas enfermedades multisistémicas, acusa a los investigadores de manipular sistemáticamente los resultados de sus estudios para beneficiar a las industrias y señala a los divulgadores científicos como autores de una campaña de desprestigio hacia la homeopatía.